# 빌리 건
몬티 킵 소프(Monty Kip Sopp, 1963년 11월 11일 ~ )는 미국의 프로레슬링선수다. 빌리 건(Billy Gunn)이라는 링네임을 가지고 있다. WWF 초창기에는 팀 스모킹 건즈로 활동했으며, 이후 라커빌리 기믹으로 잠시 활동했다. 전성기 시절 로드독과 팀 뉴 에이지 아웃로즈로 활동했다. TNA에서는 킵 제임스라는 링네임으로 활동했다. 2019년 DX 스테이블로 WWE 명예의 전당에 헌액되었다.

## 수상
- WWE 인터컨티넨탈 챔피언 1회
- WWE 태그팀 챔피언 (구 버전) 1회
- WWE 월드 태그팀 챔피언 (구 버전) 10회
- WWE 하드코어 챔피언 2회
- WWE 킹오브더링 1999 우승
- AEW 월드 트리오스 챔피언 1회